# Лин-З
Лин-З (англ. Lyn-Z), настоящее имя — Ли́ндси Энн Уэ́й (англ. Lindsey Ann Way), в девичестве — Балла́то (англ. Ballato; родилась 21 мая 1976, Данун, Шотландия, Великобритания) — шотландская гитаристка и художница, бас-гитаристка группы Mindless Self Indulgence.

## Биография
Линдси Энн Баллато родилась 21 мая 1976 года в Дануне (Шотландия, Великобритания) в семье французско-индийского происхождения. Она ушла из дома в возрасте 17 лет и переехала в Бруклин, Нью-Йорк, где поступила в Институт Пратта для изучения изобразительного искусства и иллюстрации. Затем она работала в качестве художника и помогала Рону Инглишу в Нью-Йорке. Некоторое время участвовала в панк-кавер-группе Долли Партон Beg Yer Parton, но в конце 2001 года, как раз после выхода альбома Frankenstein Girls Will Seem Strangely Sexy и перед выходом You’ll Rebel to Anything группы «Mindless Self Indulgence», Лин-З заменила прежнюю бас-гитаристку группы Ванессу Y. T., тем самым став новой участницей.
11 декабря 2010 года был запущен её сайт LindseyWay.com, на котором была показана галерея художественных работ Линдси.
Она не умела играть на басу когда попала в группу. Её приняли после того, как она устроила фаер-шоу на прослушивании: она отхлебнула немного Бакарди, который прятала у себя в лифчике, достала спички, которые прятала в своих волосах, зажгла спички и «дыхнула» огнём, подпалив при этом вокалиста.
Её back bend стал известной частью шоу MSI.
На сцене Линдси часто носит школьную форму.
В 2002 году она была госпитализирована с коллапсом легкого.

## Карьера
Линдси начала свою карьеру в качестве художницы. Позже, взяв псевдоним Лин-З (Lyn-Z), она стала бас-гитаристкой группы «Mindless Self Indulgence» и является её участницей до сих пор.

## Личная жизнь
С 3 сентября 2007 года Линдси замужем за вокалистом My Chemical Romance Джерардом Уэем (род. 9 апреля 1977 года ). Их дочь, Бэндит Ли Уэй, родилась 27 мая 2009 года. Они живут в Лос-Анджелесе, штат Калифорния.

## Дискография
- You’ll Rebel to Anything (2005)
- If (2008)
- How I Learned to Stop Giving a Shit and Love Mindless Self Indulgence (2013)